# 켄트 왕국
켄트 왕국(고대 영어: Cantwara rīce 칸트와라 리체, 라틴어: Regnum Cantuariorum 레그눔 칸투아리오룸[*])은 잉글랜드 7왕국 중의 하나로, 오늘날의 잉글랜드 켄트주에 존속했던 국가이다. 전설에 의하면 5세기 중엽 주트족 용병인 헹기스트가 데네트 섬에 상륙하여 로마 제국 말기에 브리튼섬에서 강력한 통치자로 군림했던 보티건으로부터 그 동맹자로서 국토를 얻어 건국하였다고 한다.
6, 7세기 에셀버트 왕 때에 번영하여 남부 잉글랜드의 패권을 잡았다. 대륙과의 교섭이 많아 프랑크 왕국의 영향을 받은 유트 문화를 형성하였다. 메로빙거 왕조와도 교섭하였으며, 597년에는 아우구스티누스로부터 기독교를 받아들였다. 이로써 켄트 왕국은 7왕국 중 문명이 가장 앞선 나라가 되었고, 수도인 캔터베리는 이미 이때부터 잉글랜드 기독교의 중심이 되기 시작하였다. 또한 켄트 왕국의 옛 영토는 중세 이래로 한 주를 이루었는데, 자유로운 요소를 다분히 내포하는 비장원적인 토지 제도가 특별히 두드러져, 선진적인 문화를 보유한 지역으로 손꼽히던 동남부 잉글랜드의 지역들 중에서도 가장 특색 있는 지역으로서 주목받고 있다.

## 참고 자료
- 이 문서에는 다음커뮤니케이션(현 카카오)에서 GFDL 또는 CC-SA 라이선스로 배포한 글로벌 세계대백과사전의 내용을 기초로 작성된 글이 포함되어 있습니다.